# Torneo masculino de fútbol en los Juegos Panamericanos de 2003
Torneo para equipos sub-22. Los equipos sudamericanos jugaron con sus selecciones sub-20. 

## Sedes
- Estadio Olímpico Juan Pablo Duarte.
- Estadio Panamericano de San Cristóbal.
- Estadio Mirador Este.

## Primera fase

### Grupo A
| Equipos   | Pts | PJ | PG | PE | PP | GF | GC | Dif |
| --------- | --- | -- | -- | -- | -- | -- | -- | --- |
| Argentina | 9   | 3  | 3  | 0  | 0  | 7  | 4  | +3  |
| México    | 4   | 3  | 1  | 1  | 1  | 7  | 6  | +1  |
| Paraguay  | 3   | 3  | 1  | 0  | 2  | 3  | 4  | -1  |
| Guatemala | 1   | 3  | 0  | 1  | 2  | 2  | 5  | -3  |

| 2 de agosto de 2003 | México           | 1:1 (0:0) | Guatemala    | Estadio Mirador Este, Santo Domingo |  |
|                     | Martínez 76' (p) |           | Thompson 46' |                                     |  |

| 2 de agosto de 2003 | Argentina   | 1:0 (0:0) | Paraguay | Estadio Mirador Este, Santo Domingo |  |
|                     | Cángele 65' |           |          |                                     |  |

| 5 de agosto de 2003 | Argentina                | 2:1 (0:0) | Guatemala       | Estadio Mirador Este, Santo Domingo |  |
|                     | Cángele 49' · Alonso 73' |           | Mendoza 90' (p) |                                     |  |

| 5 de agosto de 2003 | Paraguay      | 1:3 (1:0) | México                         | Estadio Mirador Este, Santo Domingo |  |
|                     | Dos Santos 9' |           | Pérez 46', 52' · Rodríguez 67' |                                     |  |

| 8 de agosto de 2003 | México                                | 3:4 (0:0) | Argentina                                                 | Estadio Mirador Este, Santo Domingo |  |
|                     | Medina 42' · Pérez 78' · Martínez 83' |           | Galarza 50' · Bottinelli 75' · Cángele 80' · Ferreyra 84' |                                     |  |

| 8 de agosto de 2003 | Guatemala | 0:2 (0:1) | Paraguay                       | Estadio Panamericano, San Cristóbal |  |
|                     |           |           | Florentín 39' · Dos Santos 90' |                                     |  |

### Grupo B
| Equipos              | Pts | PJ | PG | PE | PP | GF | GC | Dif |
| -------------------- | --- | -- | -- | -- | -- | -- | -- | --- |
| Brasil               | 9   | 3  | 3  | 0  | 0  | 11 | 1  | +10 |
| Colombia             | 6   | 3  | 2  | 0  | 1  | 5  | 5  | 0   |
| Cuba                 | 1   | 3  | 0  | 1  | 2  | 2  | 4  | -1  |
| República Dominicana | 1   | 3  | 0  | 1  | 2  | 2  | 10 | -8  |

| 2 de agosto de 2003 | República Dominicana | 1:1 (1:1) | Cuba       | Estadio Panamericano, San Cristóbal |  |
|                     | Arias 3'             |           | Morales 7' |                                     |  |

| 3 de agosto de 2003 | Brasil                                         | 4:0 (3:0) | Colombia | Estadio Mirador Este, Santo Domingo |  |
|                     | Vágner Love 30' 41' · Gabriel 34' · Coelho 65' |           |          |                                     |  |

| 6 de agosto de 2003 | Cuba | 0:1 (0:1) | Colombia       | Estadio Mirador Este, Santo Domingo |  |
|                     |      |           | Castrillón 43' |                                     |  |

| 6 de agosto de 2003 | Brasil                                                             | 5:0 (2:0) | República Dominicana | Estadio Mirador Este, Santo Domingo |  |
|                     | Dagoberto 5' 22' · Diego 63' · Dudu Cearense 86' · Vágner Love 88' |           |                      |                                     |  |

| 9 de agosto de 2003 | Brasil                        | 2:1 (0:0) | Cuba          | Estadio Mirador Este, Santo Domingo |  |
|                     | William 62' · Vágner Love 64' |           | Alcántara 50' |                                     |  |

| 9 de agosto de 2003 | Colombia             | 4:1 (3:0) | República Dominicana | Estadio Panamericano, San Cristóbal |  |
|                     | Perea 4' 43' 45' 48' |           | Cierra 63'           |                                     |  |

### Semifinales
| 12 de agosto de 2003 | Argentina                  | 2:1 (1:1, 0:0) (t. s.) | Colombia    | Estadio Olímpico Juan Pablo Duarte, Santo Domingo |  |
|                      | Perrone 90' · Cángele 117' |                        | Aguilar 70' |                                                   |  |

| 12 de agosto de 2003 | Brasil        | 1:0 (0:0) | México | Estadio Olímpico Juan Pablo Duarte, Santo Domingo |  |
|                      | Dagoberto 87' |           |        |                                                   |  |

### Partido por la Medalla de Bronce
| 15 de agosto de 2003 | Colombia | 0:0 (4:5 pen.) | México | Estadio Olímpico Juan Pablo Duarte, Santo Domingo |  |

### Partido por la Medalla de Oro
| 15 de agosto de 2003 | Argentina | 1:0 (1:0) | Brasil | Estadio Olímpico Juan Pablo Duarte, Santo Domingo |  |
|                      | López 45' |           |        |                                                   |  |

| Bandera de Argentina    |
| Campeón Argentina       |
| 6.º título Panamericano |

## Estadísticas
| Equipo | Equipo               | Pts | PJ | PG | PE | PP | GF | GC | Dif |
| ------ | -------------------- | --- | -- | -- | -- | -- | -- | -- | --- |
| 1      | Argentina            | 15  | 5  | 5  | 0  | 0  | 10 | 4  | +4  |
| 2      | Brasil               | 12  | 5  | 4  | 0  | 1  | 12 | 3  | +9  |
| 3      | México               | 5   | 5  | 1  | 2  | 2  | 7  | 7  | 0   |
| 4      | Colombia             | 7   | 5  | 2  | 1  | 2  | 5  | 6  | -1  |
| 5      | Paraguay             | 3   | 3  | 1  | 0  | 2  | 3  | 4  | -1  |
| 6      | Cuba                 | 1   | 3  | 0  | 1  | 2  | 2  | 4  | -1  |
| 7      | Guatemala            | 1   | 3  | 0  | 1  | 2  | 2  | 5  | -3  |
| 8      | República Dominicana | 1   | 3  | 0  | 1  | 2  | 2  | 10 | -8  |

## Resultados
| Evento                     | Oro             | Plata        | Bronce       |
| -------------------------- | --------------- | ------------ | ------------ |
| Torneo masculino de fútbol | Argentina (ARG) | Brasil (BRA) | México (MEX) |

### Goleadores
| Jugador          | Selección | Goles |
| ---------------- | --------- | ----- |
| Franco Cángele   | Argentina | 4     |
| Vágner Love      | Brasil    | 4     |
| Edixon Perea     | Colombia  | 4     |
| Dagoberto        | Brasil    | 3     |
| Luis Pérez       | México    | 3     |
| Julio dos Santos | Paraguay  | 2     |